# سایمون رتل
سر سایمون دنیس رتل (به انگلیسی: Sir Simon Denis Rattle) (زادهٔ ۱۹ ژانویهٔ ۱۹۵۵) رهبر ارکستر انگلیسی است. او در طول دهه‌های ۱۹۸۰ و ۱۹۹۰ میلادی رهبری ارکستر سمفونیک بیرمنگام را بر عهده داشت که موجب شهرتش شد. رتل از سال ۲۰۰۲ تا ۲۰۱۸ رهبر ارکستر فیلارمونیک برلین بوده‌است.

## زندگی
رتل ۱۹ ژانویه ۱۹۵۵ در لیورپول به دنیا آمد. پدرش در جنگ جهانی دوم ستوان بود. او در کالج لیورپول درس خواند و در سال ۱۹۷۱ وارد آکادمی سلطنتی موسیقی شد.

## فعالیت هنری
رتل ادامه کار موسیقی خود را در شمال آمریکا سال ۱۹۷۶ آغاز کرد و ارکستر سمفونی لندن را در برنامه معروف هالیوود رهبری کرد. در سال ۱۹۹۳ رهبر ارکستر فیلادلفیا بود و هنوز برای رهبری کردن به آنجا دعوت می‌شود.
در سپتامبر ۲۰۱۷ او به عنوان مدیر موسیقی در ارکستر سمفونی لندن شروع بکار کرد.
رتل در هدایت کردن انواع موسیقی با سازهای مدل سنتی نقش داشته‌است. او چندین جایزه برای تفسیر و ضبط سمفونی شماره ۲ گوستاو مالر دریافت کرده‌است.
دیگر پروژه‌های ضبط شده او در برلین شامل سمفونی شماره ۹ مالر بود. مجله گرامافون آن را کار فوق‌العاده توصیف کرد و قطعه او را به اثر کلادیو آبدو و هربرت فون کرجان نسبت داد.
وی همچنین با کر کودکان ترنتو کار کرده‌است.
مجله موسیقی بی‌بی‌سی او را تحسین کرد و نام برترین دیسک ماه را در آوریل ۲۰۰۷ به او داد.